# Exorista yunnanica
Exorista yunnanica är en tvåvingeart som beskrevs av Chao 1964. Exorista yunnanica ingår i släktet Exorista och familjen parasitflugor. Inga underarter finns listade i Catalogue of Life.